# Roscoelite
La roscoelite è un minerale appartenente al gruppo delle miche.